# Fade to Black (singel Nadira Rüstamli)
Fade to Black – singel azerskiego piosenkarza Nadira Rüstamli wydany 21 marca 2022. Piosenkę skomponowali Andreas Stone Johansson, Anderz Wrethov, Sebastian Schub i Thomas Stengaard. Utwór reprezentował Azerbejdżan w 66. Konkursie Piosenki Eurowizji w Turynie (2022).

## Lista utworów
- Digital download[2]

1. „Fade to Black” – 2:57

## Notowania

### Pozycje na listach airplay
| Kraj  | Lista (2022)   | Najwyższa pozycja |
| ----- | -------------- | ----------------- |
| Litwa | Singlų Top 100 | 69                |